# Lois Gunden
Lois Mary Gunden, coniugata Clemens (Flanagan, 25 febbraio 1915 – Lansdale, 27 agosto 2005), è stata un'insegnante statunitense, una dei cinque americani riconosciuti come giusti tra le nazioni da Yad Vashem per il loro impegno nel salvataggio degli ebrei durante l'Olocausto.

## Biografia
Lois Gunden nacque nel 1915 a Flanagan, nell'Illinois, da Christian J. Gunden (1882-1961) e Agnes Albrecht (1888-1963).
Residente a Goshen, nell'Indiana, nel 1941 si trovava nel sud della Francia ad insegnare inglese presso il Mennonite Central Committee quando ebbe inizio l'occupazione nazista del paese. La Gunden entrò a far parte dell'organizzazione mennonita ''Secours Mennonite aux Enfants'' di Lione, e andò a Canet-en-Roussillon, sulla costa del Mediterraneo, per fondare un orfanotrofio che avrebbe poi usato anche come rifugio per i bambini ebrei e i rifugiati spagnoli che lei prelevava clandestinamente dal vicino campo di internamento di Rivesaltes. 
Tra quei bambini c'era Ginette (Drucker) Kalish, nata a Parigi nel 1930. Nel luglio del 1942 il padre di Ginette era stato deportato ad Auschwitz, ma Ginette e sua madre erano riuscite a nascondersi dalla polizia e a fuggire nel sud della Francia. Alla fine, però, furono arrestate anche loro e internate a Rivesaltes. Fu lì che Lois Gunden si avvicinò alla madre di Ginette e la supplicò di lasciarle portare la bambina fuori dal campo. All'inizio la donna era titubante, ma quando la Gunden la convinse sul fatto che Ginette sarebbe stata più al sicuro sotto la sua tutela, accettò di separarsi da lei. "All'epoca avevo 12 anni ed ero sicuramente spaventata", disse Ginette Kalish a Yad Vashem, "ma Lois Gunden era gentile e determinata nel portare me e gli altri bambini ebrei fuori da Rivesaltes per proteggerci... Ricordo la sua gentilezza e generosità e lo sforzo speciale da lei compiuto per farci integrare con gli altri bambini. A nessuno di loro fu detto che eravamo ebrei." 
Una mattina, mentre i bambini erano fuori a fare una passeggiata, si presentò un poliziotto per arrestare tre bambini ebrei: Louis, Armand e Monique Landesmann. La Gunden disse che i bambini non c'erano e che sarebbero tornati solo a mezzogiorno; a quell'ora il poliziotto si presentò nuovamente, dicendo alla donna di fare i bagagli e di preparare i bambini per la partenza, ma lei inventò la scusa che i vestiti dovevano essere ancora lavati e non si sarebbero asciugati fino al tardo pomeriggio. Fortunatamente il poliziotto non tornò più, e dunque i bambini si salvarono.
Nel gennaio del 1943 la Gunden fu arrestata dai tedeschi, salvo poi essere rilasciata nel 1944 durante uno scambio di prigionieri. Rientrata negli Stati Uniti, nel 1958 sposò Ernest Rittenhouse Clemens, vedovo e padre di una bambina; la coppia non ebbe figli. Lois continuò a insegnare francese al Goshen College e alla Temple University, e lavorò anche nella chiesa mennonita. Morì nel 2005, all'età di 90 anni.
Il 27 febbraio 2013, Yad Vashem la riconobbe come giusta tra le nazioni per il suo atto di eroismo.